# Davide Carteri
Davide Carteri (Padova, 13 ottobre 1982) è un ex calciatore italiano, di ruolo centrocampista.

## Caratteristiche tecniche
Centrocampista dotato di un fisico che lo rende un giocatore di peso in mezzo al campo, è abile nella fase di riconquista della palla e sulle palle inattive.

## Carriera

### Inizi
Padovano di Abano Terme, comincia a giocare nelle squadre delle parrocchie di Abano, il Pio X e il San Giuseppe. Passa poi a 9 anni al Padova dove rimane per cinque anni. Gira poi per la Provincia di Padova giocando per Albignasego, Cittadella, Abano e nel 2000 ancora per il Cittadella.

### Cittadella
Nel Cittadella milita nelle formazioni Allievi, Berretti ed infine nella Primavera; debutta in Serie B a 19 anni il 26 maggio 2002 nella partita Como-Cittadella (4-3). Nella stagione 2007-2008 ottiene la promozione in Serie B sempre con la squadra granata. Nel luglio 2011, dopo dodici anni, lascia il Cittadella a seguito del mancato rinnovo del contratto.

### Sambenedettese
Dopo la mancata firma con la Ternana in estate, il 19 ottobre 2011 si accasa alla Sambenedettese in Serie D. Debutta il 22 ottobre nella partita pareggiata per (1-1) contro la Civitanovese.

### Bassano Virtus
Il 27 luglio 2012 firma per il Bassano Virtus formazione militante in Seconda Divisione. Debutta il 2 settembre in Santarcangelo-Bassano Virtus (1-1).

### Arezzo
Il 25 luglio 2013 firma per l'Arezzo in Serie D.
Segna il suo unico gol il 18 maggio 2014, in occasione di Taranto-Arezzo, gara valida per i play-off di Serie D.

### Ritorno alla Sambenedettese e Civitanovese
Il 23 settembre 2014 torna alla Sambenedettese in Serie D. Il 24 luglio 2015 firma per la Civitanovese in Eccellenza, con la quale al termine della stagione ottiene la promozione in Serie D.

### Adriese e Abano
Nell'estate del 2016, torna in Veneto, firmando per l'Adriese, società neopromossa in Serie D. Nell'estate del 2017, passa all'Abano, sempre in Serie D.